# Conférences mondiales des Partis communistes
Le cycle des Conférences mondiales des Partis communistes est la forme que prend le mouvement communiste international dans les années 1960.

## Nature des conférences
Le cycle des conférences qui caractérise le mouvement communiste international pendant cette période est le point focal des luttes internes au sein du communisme mondial. Leur préparation, leur ordre du jour, leur tenue ou leur annulation sont la résultante des tensions qui apparaissent de plus en plus nombreuses, entre le PC soviétique et le Parti communiste chinois d'une part, puis entre les PC réformateurs (conduits par le Parti communiste italien) et le centralisme de Moscou.

## Historique des Conférences

### La Conférence de 1957
Elle se déroule entre le 14 et le 16 novembre 1957, à Moscou, et rassemble 68 partis communistes (PC). La déclaration commune qui fut adoptée à l'issue de la conférence insiste sur la lutte pour la paix comme tache primordiale pour les PC.
En octobre 1957, la Chine et l'Union des républiques socialistes soviétiques (URSS) signent un accord secret permettant à Pékin de se doter de la bombe nucléaire. Mao Zedong arrive à Moscou le 2 novembre et évoque la réussite du lancement de Spoutnik 1 indiquant que l'URSS « dans de nombreux domaines, est la plus avancée du monde ». Le 3 novembre, c'est le lancement de Spoutnik 2. La supériorité soviétique sur le camp occidental semble alors évidente, Nikita Khrouchtchev entend s'en servir pour négocier, sur un pied d'égalité, avec les Américains et arriver à un accord. Or Mao Zedong est en conflit ouvert avec les États-Unis à propos de Taïwan. Mao se méfie de la coexistence pacifique et de la transition pacifique vers le socialisme. Il apparait là un désaccord de stratégie entre Mao et Khrouchtchev. Ce désaccord entre les deux partis frères se double d'un ressentiment personnel entre Mao et Khrouchtchev, ce dernier n'appréciant pas l'ampleur des ambitions du Grand Timonier. À l'issue de la conférence, l'URSS augmente son aide financière à des pays neutralistes comme l'Inde et l'Égypte mais le soutien à la Chine stagne. Mao constate alors que,  sans les capitaux soviétiques,  la Chine doit compter sur elle seule pour se moderniser.
Selon Léonid Brejnev, dans un discours que Mao Zedong prononça, il évoqua avec une légèreté et un cynisme frappant la possibilité de voir la disparition de la moitié de l'humanité en cas de guerre nucléaire.

### La Conférence de 1960
La Conférence, qui regroupe 81 PC, s'ouvre à Moscou le 10 novembre et se poursuit jusqu'au 3 décembre 1960. Le thème de la conférence porte sur les problèmes de la situation internationale et sur la stratégie à adopter par le mouvement communiste.
L'impérialisme américain, le révisionnisme yougoslave ainsi que le dogmatisme de la Chine qui n'est pas présente à cette conférence et qui se rapproche de l'Albanie sont dénoncés. Le schisme soviéto-albanais est entamé.

### La Conférence de 1965
Elle se tient entre le 1er et le 5 mars 1965, à Moscou. Elle se déroule avec l'absence notable de plusieurs PC asiatiques sous la coupe de Pékin.

### La Conférence de 1968
Elle réunit 67 PC à Budapest entre le 26 février et le 1er mars. Une nouvelle fois en l'absence des PC asiatiques, cette conférence marque l'écroulement de la référence soviétique, en termes d'orthodoxie et de légitimité.

### La Conférence de 1969
La Conférence a lieu à Moscou du 5 au 17 juin. Censée refaire l'unité, elle est influencée par les événements de 1968 (soulèvement tchèque et conflit sino-soviétique) et consacre la fin du centralisme soviétique. Les PC cherchent désormais leur légitimité au sein de problématiques nationales propres.

### La Conférence de 1976
La conférence se tient à Berlin-Est, pour la première et dernière fois et a pour thème la mise en œuvre des décisions de la Conférence sur la sécurité et la coopération en Europe (CSCE) de 1975, qui avait reconnu les frontières issues de la Seconde Guerre mondiale. À cette occasion, le secrétaire général soviétique Brejnev se félicitera du succès électoral du PCI aux élections législatives de mai en Italie (33% de voix).

### Aujourd'hui
Aujourd'hui il y a toujours des conférences mondiales des partis communistes et ouvriers, communément appelées Solidnet (réseau de solidarité). Ces rencontres se déroulent une fois par an.